# Francofonia

Mappa dei Paesi e delle regioni francofone.

La francofonia è la capacità di parlare la lingua francese. Il francese è al 5º posto fra le lingue più parlate nel mondo. I contesti storici della Francia (colonialismo, diffusione dei prodotti culturali, linguistici e politici) l'hanno resa geograficamente molto diffusa, con comunità francofone largamente distribuite in tutti e cinque i continenti e principalmente in Europa, Africa ed America.

## La Francofonia dal punto di vista linguistico
Da un punto di vista linguistico il termine "Francofonia" è l'insieme dei paesi che hanno la lingua francese come lingua madre e/o ufficiale, nonché quelli in cui tale lingua, pur non essendo riconosciuta come ufficiale, svolge il ruolo di seconda lingua ufficiale "di fatto".
Il francese è parlato come lingua principale da 78 milioni di persone e come seconda lingua corrente da 196 milioni di persone.

### Distribuzione geografica
Sono oltre 300 milioni le persone che condividono l'uso del francese come lingua di comunicazione.

### Paesi in cui il francese è lingua ufficiale o secondaria
In Europa
- Francia
- Belgio co-ufficiale con l'olandese ed il tedesco
- Lussemburgo
- Monaco
- Svizzera co-ufficiale con il tedesco, l'italiano e il romancio.
- Guernsey e  Jersey (dipendenze della Corona Britannica)  co-ufficiale con l'inglese
- Italia ( Valle d'Aosta, regione italiana a statuto speciale) co-ufficiale con l'italiano

Sebbene la lingua madre della popolazione nativa del Lussemburgo sia il lussemburghese, la generalità degli abitanti ha una conoscenza del francese pari a quella di un madrelingua. Il francese è l'unica lingua usata nell'istruzione secondaria e universitaria nonché la principale per le comunicazioni scritte e su Internet.
Nelle Americhe:
- Haiti
- Canada ( Québec), co-ufficiale con l'inglese
- Stati Uniti ( Louisiana), co-ufficiale con l'inglese

In Oceania:
- Vanuatu

In Africa:
- Benin
- Burkina Faso
- Burundi
- Camerun
- Ciad
- Comore
- Costa d'Avorio
- Gabon
- Gibuti
- Guinea
- Guinea Equatoriale
- Madagascar
- Mali
- Mauritania
- Mauritius
- Niger
- Rep. Centrafricana
- Rep. del Congo
- RD del Congo
- Ruanda
- Senegal
- Seychelles
- Togo

In Asia:
- Libano: status amministrativo
- Unione territoriale di Pondichéry: il francese è una delle quattro lingue ufficiali (insieme al Tamil, al Telugu e al Malayalam) di questa divisione amministrativa dell'India che aveva costituito la colonia dell'India francese dal 1673 fino al 1956

### Paesi in cui il francese è una seconda lingua ricorrente
In Africa:
- Algeria
- Marocco
- Tunisia

Nei tre stati del Maghreb, sebbene non sia stato riconosciuto come lingua ufficiale, il francese è largamente utilizzato nell'amministrazione, nell'istruzione, nel mondo della cultura (gli scrittori locali che intendono rivolgersi a un pubblico internazionale scrivono in francese) e nei media, sia tradizionali (stampa) che di ultima generazione (internet). Attualmente, grazie alla maggiore scolarizzazione, il Maghreb costituisce la zona più francofona dell'Africa.
In Europa:
- Andorra

L'unica lingua ufficiale di Andorra è il Catalano, ma la popolazione parla correntemente anche il francese e lo spagnolo.
In Asia:
- Libano (oltre lo status amministrativo)

### Paesi parzialmente francofoni
In Asia:
- Cambogia
- Laos
- Vietnam

In questi tre paesi dell'Indocina il francese, vecchia lingua coloniale e culturale, aveva perso da tempo il suo ruolo di seconda lingua utilizzata a fini amministrativi, culturali e commerciali, tuttavia il suo apprendimento come lingua straniera è stato nuovamente promosso in tempi recenti, in seguito all'adesione dei tre stati all'Organisation Internationale de la Francophonie, anche tramite la creazione di percorsi di istruzione in lingua francese (detti filières francophones) sia a livello primario che secondario (specie in campo giuridico, medico, economico e ingegneristico).
In Europa:
- Romania

Tra i paesi in cui il francese costituisce una lingua straniera (ovvero in cui non abbia ruoli ufficiali o amministrativi né legami di tipo coloniale), la Romania occupa una posizione particolare in quanto il francese ha costituito tradizionalmente la principale lingua straniera insegnatavi e il Paese ha sempre mantenuto vivi rapporti con le culture francofone occidentali. La Romania, che per locutori di francese è ai primi posti in Europa (dichiara di conoscerlo un quarto della sua popolazione) è stata il primo (e finora unico) Paese di questo tipo a ospitare un sommet dell'OIF (Bucarest 2006) in riconoscimento del suo ruolo di bastione della francofonia nell'Europa orientale.

## La Francofonia istituzionale: l'OIF

Bandiera della Francofonia

Il termine Francofonia ha però anche un significato istituzionale, in riferimento all'Organizzazione internazionale della francofonia (OIF), istituita nel 1970 al fine di riunire i paesi che condividono la lingua francese.
Per essere membri dell'OIF non è richiesta l'ufficialità del francese all'interno dello stato, infatti l'organizzazione, oltre ai paesi propriamente detti francofoni, accoglie numerosi paesi in cui il francese è semplicemente insegnato nelle scuole come lingua straniera: in questo caso i governi si impegnano a promuoverne e rafforzarne l'insegnamento e a favorire gli scambi tra il proprio paese e le culture francofone.
Oggi l'OIF è un'importante organizzazione internazionale composta da 56 stati e governi sottonazionali membri, 2 stati associati e 19 stati osservatori, il cui scopo è quello di promuovere la lingua francese, lo sviluppo economico e gli scambi commerciali tra i paesi membri, la cultura e la ricerca scientifica, i diritti civili e la pace, obiettivi ben riassunti nel motto dell'Organizzazione "Egalité, complémentarité, solidarité".

### Paesi e governi sottonazionali membri dell'OIF
In Europa
- Albania
- Andorra
- Armenia (membro osservatore)
- Austria (membro osservatore)
- Belgio
- Comunità francofona del Belgio (Vallonia-Bruxelles)
- Bulgaria
- Cipro (membro associato)
- Croazia (membro osservatore)
- Francia
- Georgia (membro osservatore)
- Grecia
- Lettonia (membro osservatore)
- Lituania (membro osservatore)
- Lussemburgo
- Macedonia del Nord
- Moldavia
- Polonia (membro osservatore)
- Monaco
- Rep. Ceca (membro osservatore)
- Slovacchia (membro osservatore)

- Romania
- Slovenia (membro osservatore)
- Svizzera
- Ucraina (membro osservatore)
- Ungheria (membro osservatore)

mappa dei paesi membri dell'OIF

- Regione a statuto speciale della Valle d'Aosta

Nelle Americhe
- Canada
- governo provinciale del  Nuovo Brunswick
- governo provinciale del  Québec
- Dominica
- Haiti
- Rep. Dominicana
- Saint Lucia

In Asia
- Cambogia
- Laos
- Libano
- Vietnam

In Oceania
- Vanuatu

In Africa
- Benin
- Burkina Faso
- Burundi
- Camerun
- Capo Verde
- Ciad
- Comore
- Costa d'Avorio
- Egitto
- Gabon
- Ghana (membro associato)
- Gibuti
- Guinea
- Guinea-Bissau
- Guinea Equatoriale
- Madagascar
- Mali
- Marocco
- Mauritania
- Mauritius
- Mozambico (membro osservatore)
- Niger
- Rep. Centrafricana
- Rep. del Congo
- RD del Congo
- Ruanda
- São Tomé e Príncipe
- Senegal
- Seychelles
- Togo
- Tunisia

L' Algeria, stato fortemente francofono, non prende parte all'organizzazione per una serie di ragioni politiche (principalmente la presenza all'interno dell'OIF del  Marocco, con cui sussistono cattivi rapporti politici).
La Louisiana non può prendere parte all'OIF in qualità di governo sottonazionale in quanto gli  Stati Uniti non consentono ai singoli stati di aderire a comunità linguistiche internazionali riconosciute, dal momento che ciò potrebbe portare a conflitti di interesse con la politica federale.
 Israele, paese in cui il 20% della popolazione conosce il francese, è uscito dall'OIF per la presenza all'interno dell'organizzazione del  Libano nonché di numerosi altri stati arabi, mentre a sostenere le rivendicazioni israeliane all'interno dell'organizzazione vi sarebbe solo il  Canada. Sono comunque forti le pressioni affinché Israele ritorni ad essere membro dell'OIF.
Il  Madagascar, paese dove il francese è lingua ufficiale, è stato sospeso dall'Organizzazione il 2 aprile 2009 a seguito del rovesciamento del governo guidato dal presidente Marc Ravalomanana; è stato riammesso nell'OIF il 28 marzo 2014.

### Attività dell'OIF
Tra le manifestazioni organizzate dall'OIF vi è l'annuale "Journée Internationale de la Francophonie" mentre ogni quattro anni si tengono i Jeux de la Francophonie, evento sportivo internazionale che si propone come una sorta di Olimpiadi del mondo francofono (analogamente ai Commonwealth Games per il mondo anglofono).
Ogni due anni circa ha luogo un Sommet de la Francophonie, in cui le delegazioni dei paesi membri si riuniscono per decidere gli obiettivi e le strategie d'azione della Francofonia per gli anni successivi. Le sedi dei sommets sono state negli anni:
- Versailles  1986
- Ville de Québec  1987
- Dakar  1989
- Parigi  1991
- Grand Baie 1993
- Cotonou  1995
- Hanoi  1997
- Moncton 1999
- Beirut  2002
- Ouagadougou  2004
- Bucarest 2006
- Ville de Québec  2008
- Montreux  2010
- Kinshasa  2012
- Dakar  2014
- Antananarivo 2016
- Erevan 2018
- Djerba 2023
- Villers-Cotterêts / Parigi 2024

### Stime
L'OIF prevede che il numero di francofoni dovrebbe raggiungere i 700 milioni nel 2050 e i 900 milioni nel 2100.